# Akira Nozawa
Akira Nozawa (野澤 晁, Nozawa Akira, Hiroshima, 15 augustus 1914 – 13 mei 2000) was een Japans voetballer die als aanvaller speelde.

## Japans voetbalelftal
Akira Nozawa maakte op 13 mei 1934 zijn debuut in het Japans voetbalelftal tijdens een Spelen van het Verre Oosten tegen Nederlands-Indië. Akira Nozawa debuteerde in 1934 in het Japans nationaal elftal en speelde 3 interlands, waarin hij 3 keer scoorde.

## Statistieken
| Japans voetbalelftal | Japans voetbalelftal | Japans voetbalelftal |
| Jaar                 | Wed.                 | Dlp.                 |
| -------------------- | -------------------- | -------------------- |
| 1934                 | 3                    | 3                    |
| Totaal               | 3                    | 3                    |